# Dekanat Weiden in der Oberpfalz
Das Dekanat Weiden in der Oberpfalz war eins der (bis 2022) 33 Dekanat  des Bistums Regensburg. Zum 1. März 2022 wurde es mit den Nachbardekanaten Neustadt an der Waldnaab und Leuchtenberg zum Dekanat Neustadt-Weiden zusammengelegt. Es ist deckungsgleich mit der Region VII: Weiden des Bistums.
Zum Dekanat gehörten die folgenden Seelsorgeeinheiten (Stand: 2013):
- Etzenricht
- Luhe mit Neudorf bei Luhe und Oberwildenau
- Neunkirchen mit Mantel
- Pirk
- Rothenstadt
- Schirmitz mit Bechtsried
- Weiden St. Elisabeth
- Weiden Herz Jesu mit Weiden St. Johannes
- Weiden St. Josef mit Letzau
- Weiden St. Konrad
- Weiden Maria Waldrast
- Weiherhammer